# Kolbark
Kolbark – wieś w Polsce, położona w województwie małopolskim, w powiecie olkuskim, w gminie Klucze.
Miejscowość ta położona jest około 15 km na północny wschód od Olkusza przy drodze Klucze – Wolbrom.
| SIMC    | Nazwa    | Rodzaj    |
| ------- | -------- | --------- |
| 0215031 | Na Dole  | część wsi |
| 0215048 | Na Górze | część wsi |

## Historia miejscowości
Wieś została lokowana na prawie średzkim w 1356 pod nazwą Słów (Slow) za panowania Króla Kazimierza Wielkiego. Jeszcze w tym samym roku nazwa została zmieniona na Colberg, w 1394 roku na Colbarg, a w 1421 na Kolbark – nazwę pochodzenia niemieckiego.
Wieś położona w końcu XVI wieku w powiecie proszowskim województwa krakowskiego była własnością klasztoru norbertanek na Zwierzyńcu w Krakowie, czego jednak nie potwierdza Jan Długosz w "Liber beneficiorum dioecesis Cracoviensis" (1470-80).
W 1795 roku po III Rozbiorze Polski wieś była w Galicji w zaborze austriackim. W latach 1807–1815 Księstwie Warszawskim, a od 1815 do 1918 Królestwie Polskim, zaborze rosyjskim. W latach 1859–1945 wieś należała do Gminy Jangrot, powiat miechowski, województwo kieleckie. W czasie II Wojny Światowej wieś znalazła się w Generalnej Guberni a na Przemszy przebiegała wówczas granica z III Rzeszą.
W latach 1945–1975 miejscowość znajdowała się w województwie krakowskim, powiecie olkuskim, gromadzie Jaroszowiec, a od 1975–1998 miejscowość administracyjnie należała do województwa katowickiego i gminy Klucze. Po reformie administracyjnej z 1998 roku ponownie wróciła do województwa małopolskiego i powiatu olkuskiego.
W Kolbarku działał kiedyś młyn i tartak i jak podaje Abdon Kłodziński i Antoni Zygmunt Helcel, karczma.

## Stan obecny
W Kolbarku znajduje się 10 kapliczek przydrożnych i figura św. Floriana.
Z ramienia Stowarzyszenie na Rzecz Zrównoważonego Rozwoju Społeczno-Gospodarczego „KLUCZ”, od 2005 roku w Kolbarku działa Środowiskowy Dom Samopomocy dla osób przewlekle psychicznie chorych oraz niepełnosprawnych intelektualnie.

## Demografia
Historycznie obserwuje się wzrost ludności:
- 1789 – 29 domów, 143 mieszkańców (69 mężczyzn, 74 kobiety)
- 1791 – 29 domów, 195 (95 mężczyzn, 100 kobiet)
- 1827 – 33 domy, 224 mieszkańców
- 1859 – 33 domy, 271 mieszkańców
- 2011 – 511 mieszkańców (256 mężczyzn, 255 kobiet)

## Komunikacja miejska
Komunikację lokalną w Kolbarku obsługuje Związek Komunalny Gmin Komunikacja Międzygminna w Olkuszu. Przez Kolbark przejeżdżają autobusy linii: 470. Popularnym środkiem transportu są także prywatni przewoźnicy.

## Ludzie związani z Kolbarkiem
W Kolbarku mieszka Agnieszka Ścigaj, posłanka na Sejm VIII kadencji.
Na obecnej ulicy Źródlanej pod numerem 54, znajduje się dom Franciszka Barczyka poległego pod Monte Cassino. W tym samym drewnianym domku prowadzony był kiedyś sklep.